# Cité Montmartre
La cité Montmartre est une voie du 2e arrondissement de Paris, en France.

## Situation et accès
La cité Montmartre est une voie située dans le 2e arrondissement de Paris. Elle débute au 55, rue Montmartre et se termine en impasse.

## Origine du nom
Elle porte ce nom en raison du voisinage de la rue Montmartre.

## Pour approfondir